# Rollhockeyclub Uttigen
Der Rollsport-Club Uttigen (kurz: RSC Uttigen) ist ein Schweizer Rollhockeyverein aus Uttigen im Kanton Bern. Der Club wurde 1980 gegründet und zählt zu den erfolgreichsten Rollhockeyvereinen der Schweiz. Der Verein ist Mitglied des Schweizerischen Rollhockey-Verbandes (SRHV).

## Geschichte
Der RSC Uttigen wurde 1980 gegründet. Bereits 1984 gelang dem Verein der Aufstieg in die Nationalliga B (LNB), und 1990 folgte der Aufstieg in die Nationalliga A (LNA).
Zwischen 1999 und 2004 erlebte der Club seine erfolgreichste Phase und gewann fünf Schweizer Meistertitel in den Jahren 1999, 2000, 2002, 2003 und 2004.

## Erfolge
- Schweizer Meister (LNA): 5 Titel (1999, 2000, 2002, 2003, 2004)
- Teilnahmen an europäischen Wettbewerben:
  - CERH European League: 9 Teilnahmen zwischen 1997 und 2007, bestes Ergebnis: Gruppenphase
  - CERS Cup: 13 Teilnahmen zwischen 1996 und 2018, bestes Ergebnis: Viertelfinale (2005–06)

## Teams
Der RSC Uttigen betreibt mehrere Teams in verschiedenen Ligen und Altersklassen, darunter:
- Herrenmannschaft in der Nationalliga A (LNA)
- Damenmannschaft in der Nationalliga A (LNA)
- Mannschaft in der 1. Liga
- Nachwuchsteams in den Kategorien U17, U15, U11, U9
- Altherrenmannschaft[1]

## Spielstätte
Die Heimspiele des RSC Uttigen finden in der Rollhockeyhalle Grüeneblätz in Uttigen statt. Die Halle bietet Platz für rund 800 Zuschauer.